# Красотка
«Красо́тка» (англ. Pretty Woman) — американская комедийная мелодрама режиссёра Гарри Маршалла с Ричардом Гиром и Джулией Робертс в главных ролях. ТОП-3 самых кассовых фильмов 1990 года, самый прибыльный из первой тройки по сумме полученной прибыли на каждый доллар бюджета.

## Сюжет
Влиятельный бизнесмен Эдвард Льюис приезжает в Лос-Анджелес для завершения сделки по приобретению крупной судостроительной фирмы. В личной жизни у Эдварда при этом разлад — его подруга жалуется на недостаток внимания и отказывается срываться в Лос-Анджелес «по звонку», чтобы составить Эдварду компанию. Пара решает расстаться.
Покидая деловую вечеринку на Голливудских холмах, он берет автомобиль своего адвоката и компаньона, дорогой и непростой в управлении «Lotus Esprit», и, сбившись с дороги, заезжает на Голливудский бульвар в квартал красных фонарей, где встречает уличную проститутку Вивиан Уорд. У Вивиан проблемы с деньгами, она расстроена; её подруга и коллега Кит де Лю́ка вовремя заметила машину Эдварда и настояла на том, чтобы Вивиан подошла «снять клиента». Поскольку Эдвард испытывает затруднения с вождением, Вивиан указывает ему путь до отеля «Beverly Wilshire Hotel», где он остановился. В результате Эдвард предлагает Вивиан составить ему компанию на ночь.
Утром, в очередной раз столкнувшись с необходимостью присутствовать на неформальных встречах при переговорах, он просит Вивиан остаться с ним до конца недели и сопровождать в качестве «подруги». 6 дней и 6 ночей эскорта стороны оценивают в 3 000 долларов, при этом Эдвард обещает профинансировать смену гардероба Вивиан, чтобы она выглядела девушкой из высшего общества.
Первый поход по магазинам на Родео Драйв, тем не менее, оканчивается фиаско — вульгарно одетую Вивиан попросту выпроваживают из дорогих бутиков, чтобы не портить себе имидж перед другими клиентами.
На этом неприятности Вивиан не заканчиваются: в отеле её берёт в оборот главный менеджер Бернард Томпсон, озабоченный тем, что по фешенебельному отелю разгуливает явно уличная проститутка. Однако узнав, что девушка приглашена самим мистером Льюисом, наиболее богатым и уважаемым из всех постояльцев, Бернард решает уладить проблемы Вивиан. В итоге он организует для неё покупку коктейльного платья через свои связи в дорогих магазинах и проводит небольшой урок застольных манер.
Вечером, собираясь на деловой ужин, Эдвард заметно удивлен преображением Вивиан и начинает видеть её в другом свете. Меж тем застольная встреча с главой судостроительной компании, которую Эдвард хочет купить и распродать по частям, проходит в напряжённой атмосфере: Джеймс Морс, патриарх и основатель компании, и его внук Дэвид вовсе не хотят смириться с тем, что их детище собираются ликвидировать; они рассчитывают на правительственный подряд, который поможет разобраться с долгами. Лишь непосредственность Вивиан сглаживает бурлящий за столом конфликт.
На второй день Эдвард сам ведёт Вивиан делать шоппинг. Через несколько часов, прекрасно одетая и нагруженная роскошными покупками, Вивьен заходит в бутик, где накануне её отказались обслуживать, и берёт реванш перед заносчивыми продавщицами, не узнавшими в модной даме вчерашнюю маргиналку. Для Эдварда Вивиан приобретает остромодный и экстравагантный галстук. Вечером за ужином Эдвард начинает открываться Вивиан и рассказывает о своей семье: его отец был миллиардером, который бросил мать Эдварда, учительницу музыки, потом мама умерла. Впоследствии Эдвард расправился с компанией своего отца, заработав на этом. Недавно отец тоже умер.
На третий день Эдвард берет Вивиан на матч поло, где хочет переговорить с влиятельным сенатором, от которого зависит движение правительственного подряда, который мог бы спасти Морса. Вивиан производит небольшой фурор среди присутствующих — всем интересна новая девушка Эдварда. Его адвокат, Филипп Стаки, подозревает, что Вивиан — корпоративный шпион Морса, он обращает внимание Эдварда, как Дэвид Морс здоровается с Вивиан и показывает ей свою лошадь. Эдвард рассказывает, как они на самом деле встретились и кто такая Вивиан. Позже Филипп подходит к Вивиан и цинично предлагает ей встретиться за деньги, как только её работа с Эдвардом будет закончена. Оскорбленная и разъярённая тем, что Эдвард раскрыл её секрет, Вивиан хочет прекратить договоренность и уйти. Эдвард понимает, что поведение Филиппа ранило Вивиан в тот момент, когда она, расслабившаяся и наслаждающаяся беззаботным времяпрепровождением, была не готова к удару. Он приносит извинения и признается, что его задело внимание Вивиан к Дэвиду.
Ночью после примирения Вивиан рассказывает историю своей жизни. Она всегда связывалась с «не теми» парнями, её мать называла их «ничтожествами». Однако один из таких «ничтожеств» увёз Вивиан из родного городка в Лос-Анджелес, где бросил, и она осталась одна без знакомых, денег и «без какого-нибудь ничтожества рядом». Познакомившись с опытной проституткой Кит де Люка, она стала работать на панели. И хотя поначалу ей было больно и противно, потом она привыкла к такой жизни.
Прямолинейность, искренность и доброта Вивиан трогают Эдварда, он обнаруживает, что ведёт себя не вполне свойственным ему образом.
Вечером четвёртого дня их контракта Эдвард устраивает сюрприз для Вивиан: наряженная в вечернее платье и настоящие драгоценности, она в первый раз в жизни летит с ним на самолёте (да ещё и на частном) в Сан-Франциско, чтобы послушать «Травиату» на открытии оперного сезона. Вивиан до слёз тронута историей о куртизанке, которая пытается оставить свою порочную жизнь ради искренней любви.
Утром пятого дня Эдвард поддаётся неожиданному порыву и под влиянием Вивиан «берёт выходной». Весь день они проводят вместе, гуляя в парке, где он читает ей любимые стихи, бродя по городу, заходя в кафе… Вечером Вивиан впервые нарушает свое правило и целует Эдварда в губы, относясь к нему уже не как к клиенту, а как к возлюбленному. Затем, думая, что Эдвард спит, Вивиан признаётся, что любит его, но Эдвард слышит её признание.
Утром пятого дня Эдвард предлагает ей продолжить их отношения после истечения контракта: она уйдёт с панели, он снимет ей квартиру, и они будут встречаться время от времени, а о деньгах ей думать не стоит — он всё оплатит. Вивиан отказывается, объясняя ему, что он изменил её но предлагает ей остаться проституткой, просто очень дорогой. Ей нужна «вся сказка». Эдвард говорит, что большего дать ей не может.
В тот же день Вивиан встречается с Кит, подруга понимает, что Вивиан влюблена, и упрекает её за то, что она отказалась от роскошного предложения. Но Вивиан решает, что ей надо вернуться домой, получить образование и больше не заниматься проституцией даже в самом дорогом варианте.
Эдвард вместе со своей командой юристов и финансистов идёт на встречу с командой Морса. Однако прямо во время переговоров он просит о разговоре наедине со своим противником и неожиданно предлагает ему сотрудничество: Эдвард инвестирует в компанию свои деньги, приготовленные на её покупку, долги будут погашены и верфи Морса и Льюиса будут продолжать строительство кораблей… по тому самому правительственному подряду. Придя к согласию в этом, Эдвард и Морс впускают в комнату остальных участников переговоров, — как сказал Эдвард, пусть стервятники занимаются бесполезной делёжкой добычи, которая теперь не достанется им.
Узнав об этом, Филипп Стаки, разъярённый срывом сделки, едет в отель, чтобы разобраться с Эдвардом, но находит только Вивиан. Обвиняя ее в неудаче сделки и влиянии на Эдварда, он даёт ей пощёчину и пытается изнасиловать. Вивьен спасает только появление Эдварда, который дерется с Филиппом и на его упреки говорит, что в их бизнесе Филиппу нравилось не само делание денег, а разорять людей. Эдвард выгоняет Филиппа из номера и из своей жизни. Вивиан расстроена и решает уехать пораньше, не дожидаясь шестого дня: после утреннего объяснения ей неловко оставаться с Эдвардом, и он отпускает её, отдав ей обещанные 3000 долларов, которые помогут девушке начать жизнь с чистого листа.
Всю ночь Эдвард думает о Вивиан и своей жизни. Утром он отправляется в аэропорт с водителем, который отвозил Вивиан к ней домой. По дороге он просит изменить маршрут и едет к ней.
Тем временем, Вивиан пакует вещи, чтобы уехать из города. Она слышит гудок лимузина и видит Эдварда, который, несмотря на свою боязнь высоты, взбирается к ней по пожарной лестнице, как прекрасный принц в башню к принцессе.
«Так что же произошло после того, как он поднялся на башню и спас её?» — «Она спасла его».

## В ролях
| Актёр              | Роль           |
| ------------------ | -------------- |
| Ричард Гир         | Эдвард Льюис   |
| Джулия Робертс     | Вивиан Уорд    |
| Ральф Беллами      | Джеймс Морс    |
| Эми Ясбек          | Элизабет Стаки |
| Джейсон Александер | Филип Стаки    |
| Гектор Элизондо    | Барни Томпсон  |
| Лора Сан Джакомо   | Кит де Лю́ка    |
| Элинор Донахью     | Бриджит        |
| Джудит Болдуин     | Сьюзен         |

## Кастинг
Кастинг «Красотки» был довольно длительным. Гарри Маршалл изначально рассматривал на роль Эдварда Льюиса Кристофера Рива, но тот отказался. Также планировались Дэниел Дэй-Льюис и Дензел Вашингтон. Рассматривался даже Аль Пачино, но после нескольких репетиций и тот отказался.
Ричард Гир согласился на проект сразу. Поначалу он пытался сделать своего героя более активным, но Гарри Маршалл сказал ему: «Нет, нет, нет, Ричард. В этом фильме активным должен быть только один персонаж. Угадай, какая роль досталась тебе?».
На роль Вивиан также изначально рассматривали не Джулию Робертс. Более того, компания Disney была против неё. Гарри Маршалл предпочитал снимать Карен Аллен, хотя той было под 40. После того, как Аллен отказалась, он приглашал на роль многих известных актрис того времени, включая Молли Рингуолд, но она отказалась, так как ей не понравилась роль проститутки. Позже в нескольких интервью Рингуолд заявила, что очень сожалеет, что отвергла эту роль.
Вайнона Райдер и Дженнифер Коннелли не получили роль, так как режиссёр посчитал их слишком юными. Мэг Райан от роли так же отказалась. Согласно записям Маршалла, следующим желательным вариантом была Мэри Стинберджен. Но что-то не сложилось, и роль была предложена Дайане Лейн. Пробы были успешными, и актриса уже примеряла платье. Однако её рабочий график не позволил ей сыграть эту роль. Мишель Пфайффер не понравился «тон» сценария. Дэрил Ханна обосновала отказ тем, что, на её взгляд, фильм был сексистским и унижал женщин. Валерия Голино побоялась своего лёгкого итальянского акцента. По разным причинам отпали кандидатуры Дженнифер Джейсон Ли и, по слухам, Ким Бейсингер, Мелани Гриффит, Шэрон Стоун, Сары Джессики Паркер.
В итоге роль Вивиан получила 21-летняя Джулия Робертс, которая после пары ролей ещё не считалась известной актрисой. Именно эта роль сделала её звездой.
Съёмки фильма начались 24 июля 1989 года, а закончились 18 октября. Премьера картины состоялась 23 марта 1990 года в Канаде и США.

## Факты
- В эпизоде фильма, где герои посещают оперу Сан-Франциско, прозвучали фрагменты оперы Джузеппе Верди «Травиата». Выбор именно этой оперы неслучаен: существует связь между сюжетами фильма и оперы. Главная героиня оперы Верди (которая, собственно, является переложением романа «Дама с камелиями» А. Дюма-сына) — парижская куртизанка Виолетта Валери. Так же, как и в опере, в фильме жизнь проститутки Вивиан меняется после знакомства с мужчиной из другого сословия[5].
- На постере к фильму голова Джулии Робертс была наложена на тело её дублёрши — актрисы Шелли Мишель. Также на постере волосы Ричарда Гира изображены каштановыми, тогда как в фильме они седеющие.

## Саундтрек
1. «Wild Women Do» — Натали Коул
2. «Fame '90» — Дэвид Боуи
3. «King of Wishful Thinking» — Go West
4. «Tangled» — Jane Wiedlin
5. «It Must Have Been Love» — Roxette
6. «Life in Detail» — Роберт Палмер
7. «No Explanation» — Peter Cetera
8. «Real Wild Child (Wild One)» — Christopher Otcasek
9. «Fallen» — Lauren Wood
10. «Oh, Pretty Woman» — Рой Орбисон
11. «Show Me Your Soul» — Red Hot Chili Peppers
12. «He Sleeps» — James Newton Howard

## Награды и номинации
- 1991 — номинация на премию «Оскар» за лучшую женскую роль (Джулия Робертс)
- 1991 — премия «Золотой глобус» за лучшую женскую роль в комедии или мюзикле (Джулия Робертс), а также 3 номинации: лучший фильм — комедия или мюзикл, лучшая мужская роль в комедии или мюзикле (Ричард Гир), лучшая мужская роль второго плана (Гектор Элизондо)
- 1991 — четыре номинации на премию BAFTA: лучший фильм (Арнон Милчэн, Стивен Ретер, Гарри Маршалл), лучшая женская роль (Джулия Робертс), лучший дизайн костюмов (Мэрилин Вэнс), лучший оригинальный сценарий (Дж. Ф. Лоутон)